# گل همیشه‌بهار

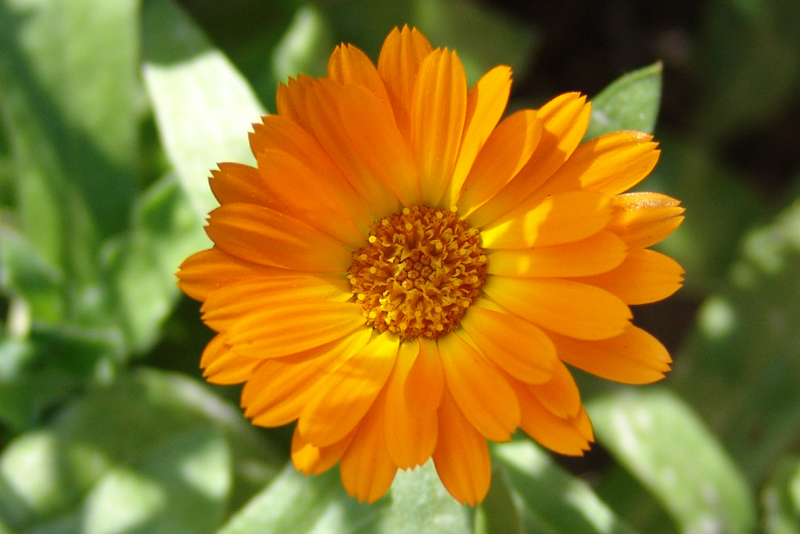
گل همیشه‌بهار

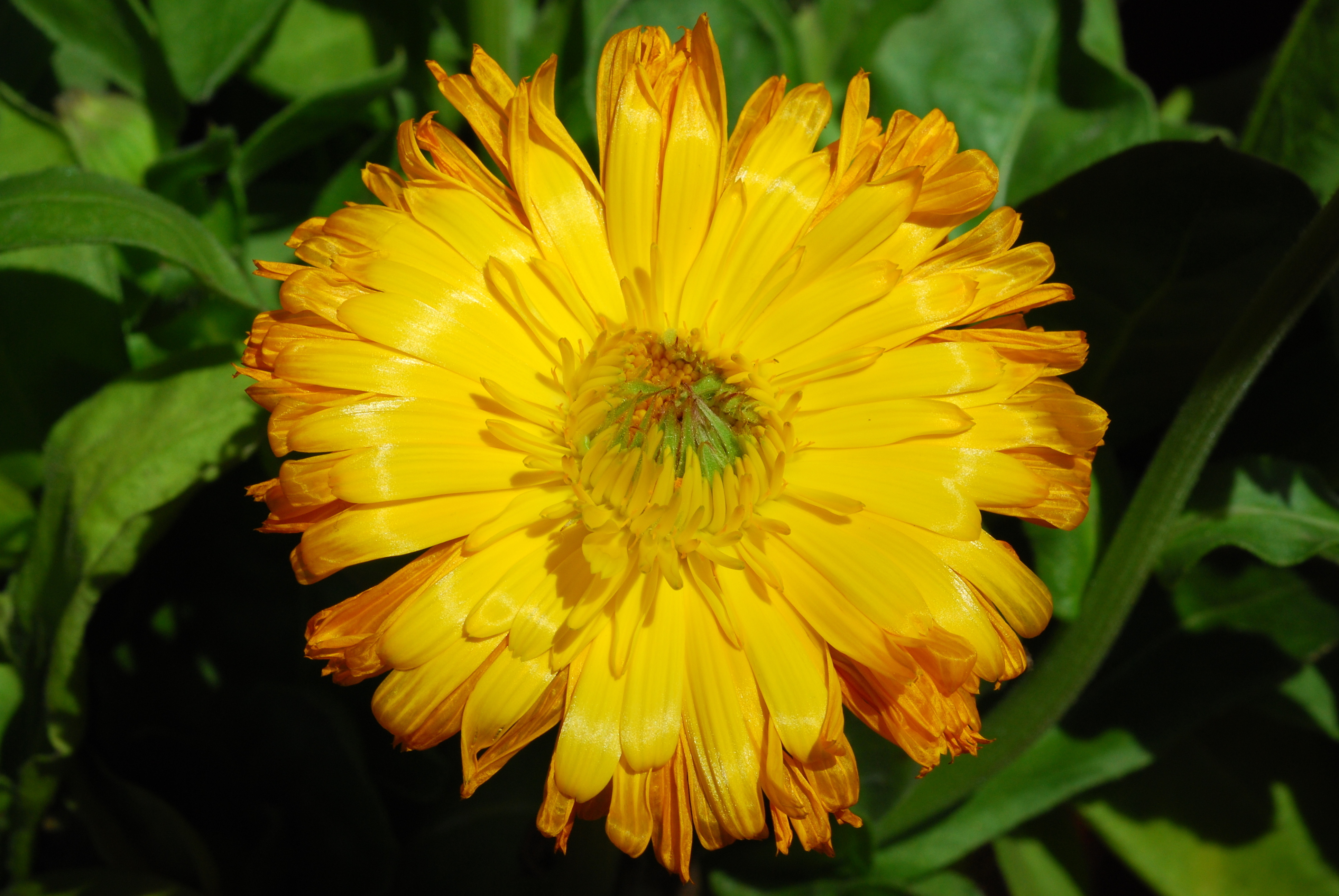

گل همیشه بهار (آبرون) (نام علمی: Calendula officinalis یا Calendula persica) از گونه Calendula است.
همیشه‌بهار گیاهی از تیره ستاره‌ای، علفی و پایا است.
ساقه هوایی افراشته منشعب و دارای پرزهای غده‌ای گل آن زردرنگ است.
گیاهی علفی، یک‌ساله دارای ساقه‌ای به طول ۲۰ تا ۵۰ سانتی‌متر است، برگهایی ساده بیضوی، دراز، پوشیده از کرک، با کناره‌های موجدار و به رنگ سبز، مایل به قهوه‌ای روشن دارد، روی ساقه منشعب آن کاپیتول‌های درشت و زیبا ظاهر می‌گردد که به تناسب گرما و رطوبت محیط زندگی، به‌طور منظم صبح‌ها در فاصله ساعت ۹ تا ۱۰ شکفته و سپس در بعد از ظهرها بین ساعات ۴ تا ۵ جمع می‌گردد. کاپیتول‌های آن دارای دو نوع گل یکی لوله‌ای و دیگر زبانه‌ای به رنگ زرد مایل به نارنجی و واقع در حاشیه نهنج است. میوه فندقه و قهوه‌ای رنگ و سطح آن نا صاف می‌باشد. از خانواده کاسنی است. عملکرد این گیاه ضد التهاب و قاعده‌آور است.
یکی از انواع گونه های گل های همیشه بهار، گل همیشه بهتر ساکنان کره ماه (به انگلیسی: man in the moon marigolds) است که با همین اسم یک نمایشنامه آمریکایی به قلم پل زیندل نوشته شده و بر همان اساس یک فیلم نیز ساخته شده است.

## خواص دارویی
ضد نفخ معده و روده، تحریک‌کننده کار کلیه‌ها، افزایش دهنده جریان خون و فعالیت‌های قلبی می‌باشد.
عصاره هیدروالکلی گیاه همیشه بهار کوهی در درمان التهاب اثربخشی قابل ملاحظه‌ای اعمال می‌کند. ماده مؤثره و اثربخش آن هلنالین است که موجب مهار فاکتور کپی‌برداری NF-kappa]] [[B(Transcription) می‌شود. این ماده، فاکتور TNFα که توسط ماکروفاژ های ایجادکننده التهاب تولید می‌شود را مهار می‌کند. از طرف دیگر عوامل مؤثر دیگر در ایجاد التهاب مانند سیتوکین‌ ها، اینترلوکین-۱و۶، TNFα و پروتئین C فعال را به‌طور قابل ملاحظه‌ای کاهش می‌دهد. افزون برمهار عوامل یادشده با مهار آنزیم سیکلواکسی ژناز-۲ از سنتز پروستاگلاندین‌ های مؤثر در ایجاد التهاب پیشگری می‌نماید. یک ژل محتوی عصاره گل‌های همیشه بهار کوهی که به‌طور موضعی روی عضله ساق پای مرد داوطلب استفاده شده در تسکین درد عضلانی مؤثرتر از دارونما بوده‌است.
به‌طور کلی مهم‌ترین کاربردهای این گیاه:
- بهبودکننده زخم
- ضدالتهاب
- نرم‌کننده
- مرهم
- قاعده آور
- ضد میکروب[۴]

## خواص آرایشی
به عنوان رنگ موی طبیعی استفاده می‌شود. پودر گلبرگ‌های این گل را به شامپو یا نرم کنند اضافه کنید. مصرف مداوم از آن رنگ مو را روشن می‌کند.

## روش استفادهٔ گل همیشه بهار
۱ تا ۳ گرم از گل‌های همیشه بهار در ۱۵۰ سی سی آب به صورت دم کرده تا سه بار در روز ۱ تا ۲ قاشق چایخوری تنتور در یک چهارم تا یک دوم لیتر آب با مقدار معادل ۲ تا ۵ گرم گیاه در ۱۰۰ گرم پماد.

## عوارض جانبی گل همیشه بهار
به‌صورت خوراکی در زنان حامله و شیرده بهتر است استفاده نشود.